# Ons DNA
Ons DNA was een Vlaams programma dat werd gepresenteerd door Lieven Scheire en Frances Lefebure en dat van 27 oktober 2022 t.e.m. 1 december 2022 werd uitgezonden op VTM.
In het programma worden wetenschappelijke onderwerpen besproken in relatie tot het DNA.

## Overzicht
| Afl. | Uitzenddatum     | Kijkcijfers | Gast-BV                |
| ---- | ---------------- | ----------- | ---------------------- |
| 1    | 27 oktober 2022  | 420.134     | Dina Tersago           |
| 2    | 3 november 2022  | 403.607     | Gloria Monserez        |
| 3    | 10 november 2022 | 305.621     | Thibault Christiaensen |
| 4    | 17 november 2022 | 403.237     | Koen Wauters           |
| 5    | 24 november 2022 | 366.165     | Niels Albert           |
| 6    | 1 december 2022  | 387.803     | Shania Gooris          |